# Archangaj
Archangaj (uttal: [arxaŋɢaj]; Архангай аймаг med mongolisk kyrillisk skrift) är en provins (ajmag) i centrala Mongoliet. Den har totalt 97 091 invånare (2000) och en areal på 55 300 km². Provinsens huvudstad är Tsetserleg. 

## Administrativ indelning
Provinsen är indelad i 19 distrikt (sum): Bat-tsengel, Bulgan, Erdenemandal, Ich-Tamir, Jargalant, Khayrkhan, Khangay, Khashaat, Khotont, Tariat, Tjuluut, Tsakhir, Tsenkher, Tsetserleg, Ögiy nuur, Ölzijt och Öndör-Ulaan.